# Пенна, Франческо делла
Франческо Орацио Оливьери делла Пенна ди Билли (1680, Пеннабилли — 20 июля 1745, Патан) — капуцинский миссионер в Тибет, который стал впоследствии префектом Тибетской миссии.
Родившись в Пеннабилли, делла Пенна со временем вступил в капуцинский монастырь в Пьетраруббии. Во время его нахождения здесь декретом Конгрегации евангелизации народов было объявлено об создании католической миссии «в направлении к истоку реки Ганг, к королевству Тибет». Делла Пенна оказался в числе тех миссионеров, которые были избраны для данной цели. Его прибытие в Лхасу вместе с 12 другими миссионерами состоялось 12 июня 1707 года, а через некоторое время он вынужден был вернуться в Рим, так как миссионерам, не имевшим уже средств к существования, требовалась реорганизация своих усилий в отношении Тибета. Возвращение делла Пенны в Лхасу состоялось в 1716 году. Миссионер начал изучать тибетский язык и культуру в монастыре Сэра под руководством ламы. Во время своего пребывания делла Пенна начал составление тибетско-итальянского словаря. К 1732 году словарь содержал уже около 33 тысяч слов (впоследствии был доведён до 35 тысяч). Также миссионер занимался переводом некоторых важных тибетских текстов. Среди прочего в список его переводов вошли «История жизни и деяний Шакьятубы, восстановителя ламаизма», «Три пути, ведущие к совершенству» и «О переселении и молитве к Богу». На тибетский же язык он перевёл для неофитов «Христианскую доктрину» Роберта Беллармина и «Ценность христианской доктрины» Тюрло. Именно во время пребывания делла Пенны стали печататься тибетские труды.
В 1729 году Франческо делла Пенна присутствовал на приёме далай-ламой делегации кочевников из приволжских степей численностью до трёхсот человек, о чём оставил упоминание в своих записях.
Ввиду смерти девяти членов миссии Делла Пенна вернулся в Рим в 1735 году в поисках помощи и поддержки для дальнейшей деятельности. Он получил их от испанца кардинала Луиса Антонио Беллуги и, отбыв из Рима в 1738 году ещё с 9 новыми миссионерами и письмами от папы римского к далай-ламе, вернулся в Лхасу 6 января 1741 года. 
Делла Пенна уважался в Тибете за его исследования и познания в области тибетского языка и культуры; его называли «лама с белой головой». Седьмой далай-лама Кэлсанг Гьяцо даровал ему и другим миссионерам свободу исполнения культа и обращения в католицизм. Итогом стало обращение в христианство более двадцати тибетских мужчин и женщин, которые отказались принять благословения далай-ламы и участвовать в ламаистских молитвах. После долгого разбирательства 22 мая 1742 года пятеро тибетцев были наказаны бичеванием. Делла Пенна был на приёме у далай-ламы, однако судьба миссии была предрешена. Не успев покинуть территорию Непала, делла Пенна 20 июля 1745 года скончался в Патане.
Его записи легли в основу известного труда «Alphabetum tibetanum», написанного Антонио Агостино Джорджи и изданного в Риме в 1762 году. Письма Франческо делла Пенны были впервые изданы в Париже в журнале «Nouveau Journal Asiatique» в 1834 году.